# Anathix
Anathix is een geslacht van vlinders van de familie Uilen (Noctuidae), uit de onderfamilie Cuculliinae.

## Soorten
- A. aggressa Smith, 1907
- A. immaculata Morrison, 1875
- A. puta Grote, 1868
- A. ralla Grote & Robinson, 1868